# Stenoseris taliensis
Stenoseris taliensis là một loài thực vật có hoa trong họ Cúc. Loài này được (Franch.) C.Shih miêu tả khoa học đầu tiên năm 1991.